# Comuna Rona de Sus, Maramureș
Rona de Sus (în maghiară: Felsőróna, în germană: Oberrohnen, în ucraineană Bишня Рівня, transliterat ca Vîșnia Rivna, în ruteană Вишня Руна, transliterat ca Vișnia Runa) este o comună în județul Maramureș, Transilvania, România, formată din satele Coștiui și Rona de Sus (reședința).

## Demografie
Componența etnică a comunei Rona de Sus
     Români (54,21%)
     Ucraineni (34,6%)
     Maghiari (5,49%)
     Alte etnii (0,53%)
     Necunoscută (5,18%)
Componența confesională a comunei Rona de Sus
     Ortodocși (74,95%)
     Martori ai lui Iehova (6,81%)
     Romano-catolici (5,71%)
     Greco-catolici (5,18%)
     Alte religii (1,85%)
     Necunoscută (5,51%)
Conform recensământului efectuat în 2021, populația comunei Rona de Sus se ridică la 4.171 de locuitori, în creștere față de recensământul anterior din 2011, când fuseseră înregistrați 3.855 de locuitori. Majoritatea locuitorilor sunt români (54,21%), cu minorități de ucraineni (34,6%) și maghiari (5,49%), iar pentru 5,18% nu se cunoaște apartenența etnică. Din punct de vedere confesional, majoritatea locuitorilor sunt ortodocși (74,95%), cu minorități de martori ai lui Iehova (6,81%), romano-catolici (5,71%) și greco-catolici (5,18%), iar pentru 5,51% nu se cunoaște apartenența confesională.

## Politică și administrație
Comuna Rona de Sus este administrată de un primar și un consiliu local compus din 13 consilieri. Primarul, Alexa Semeniuc[*], de la Partidul Social Democrat, este în funcție din octombrie 2020. Începând cu alegerile locale din 2024, consiliul local are următoarea componență pe partide politice:
|  | Partid                           | Consilieri | Componența Consiliului | Componența Consiliului | Componența Consiliului | Componența Consiliului | Componența Consiliului | Componența Consiliului | Componența Consiliului | Componența Consiliului | Componența Consiliului |
|  | -------------------------------- | ---------- | ---------------------- | ---------------------- | ---------------------- | ---------------------- | ---------------------- | ---------------------- | ---------------------- | ---------------------- | ---------------------- |
|  | Partidul Social Democrat         | 9          |                        |                        |                        |                        |                        |                        |                        |                        |                        |
|  | Partidul Național Liberal        | 2          |                        |                        |                        |                        |                        |                        |                        |                        |                        |
|  | Uniunea Ucrainenilor din România | 1          |                        |                        |                        |                        |                        |                        |                        |                        |                        |
|  | Uniunea Salvați România          | 1          |                        |                        |                        |                        |                        |                        |                        |                        |                        |

## Atracții turistice
- Mănăstirea Ortodoxă cu hramul "Adormirea Maicii Domnului", Rona de Sus
- Biserica ucraineană Adormirea Maicii Domnului din Coștiui, construcție 1775
- Capela "Fecioara Maria" din Coștiui, construcție 1771
- Capela "Sf. Ana" din satul Coștiui
- Biserica romano-catolică Sf. Ioan din Coștiui, construcție 1807
- Capelele din Calea Crucii din Coștiui
- Statuia „Sfântul Ioan Nepomuk” din Coștiui
- Castelul Apaffi, Coștiui
- Rezervația naturală "Pădurea Ronișoara", Rona de Sus (62,00 ha)
- Rezervația naturală "Pădurea de larice", Coștiui o,70 ha)

## Galerie de imagini

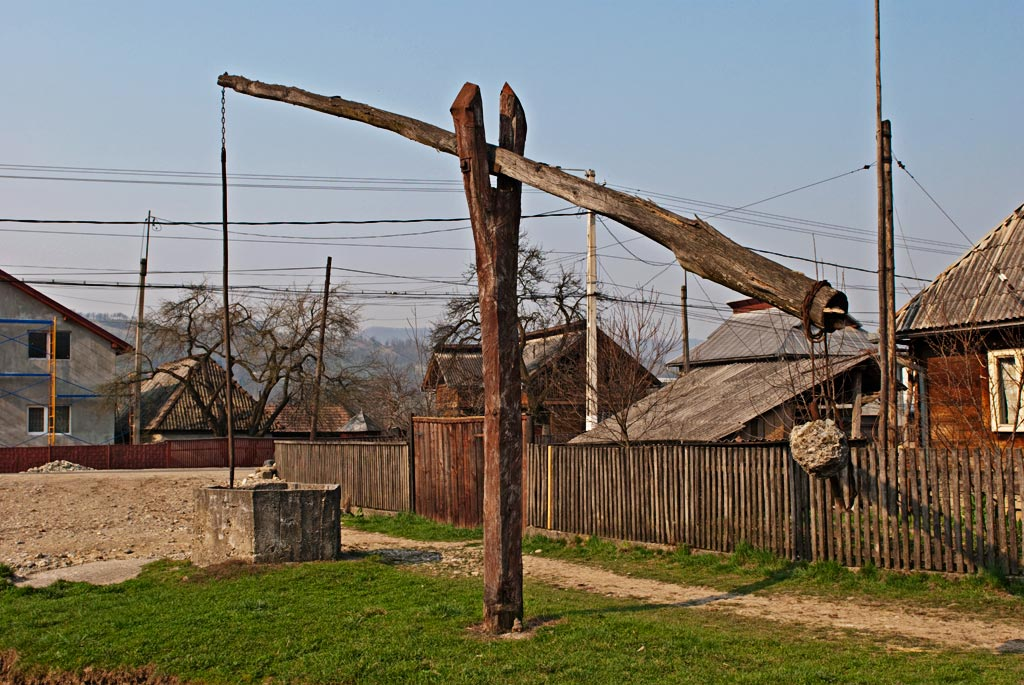
Fântână cu cumpănă în Rona de Sus
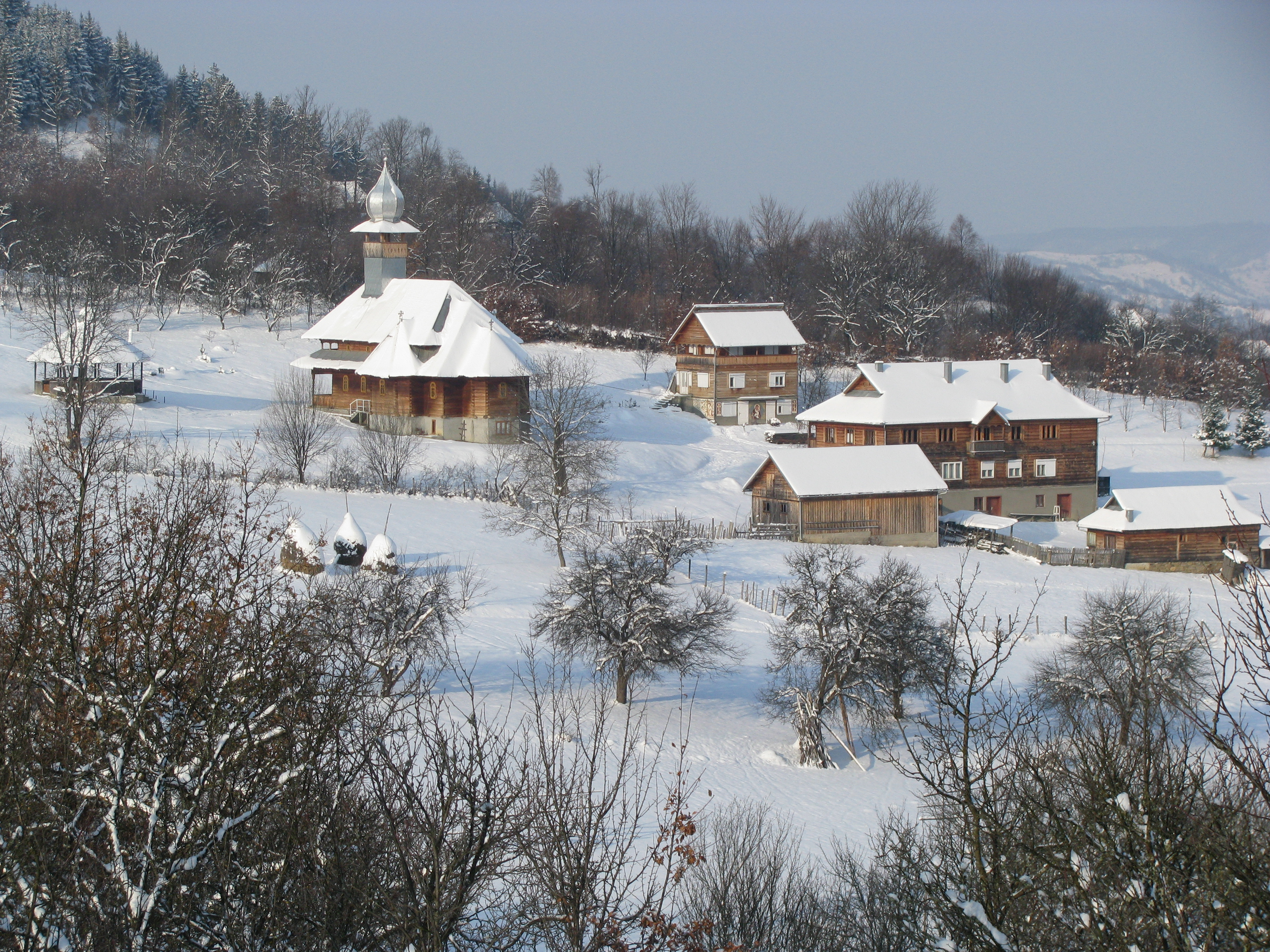
Mănăstirea ortodoxă „Adormirea Maicii Domnului” din Rona de Sus
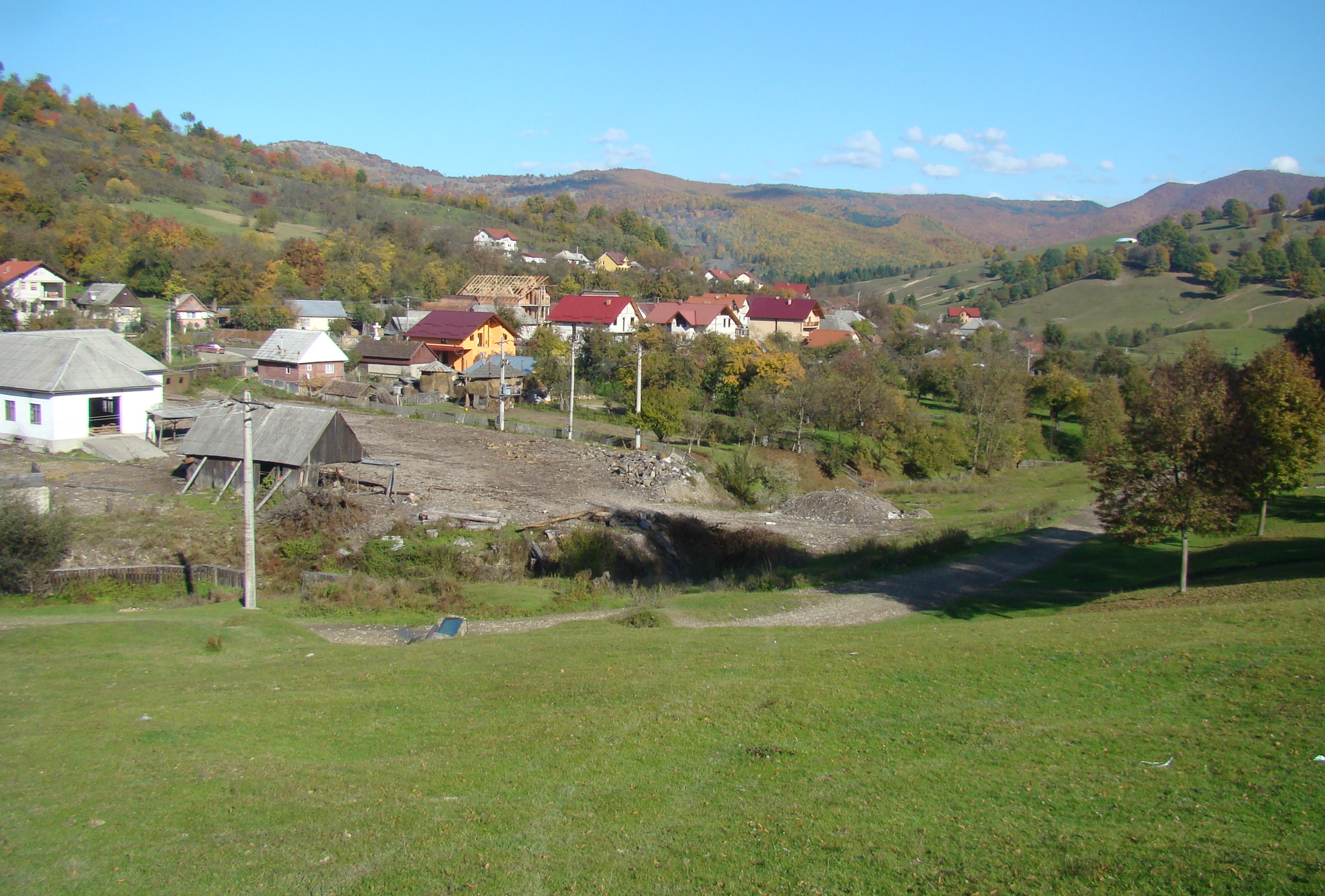
Coștiui
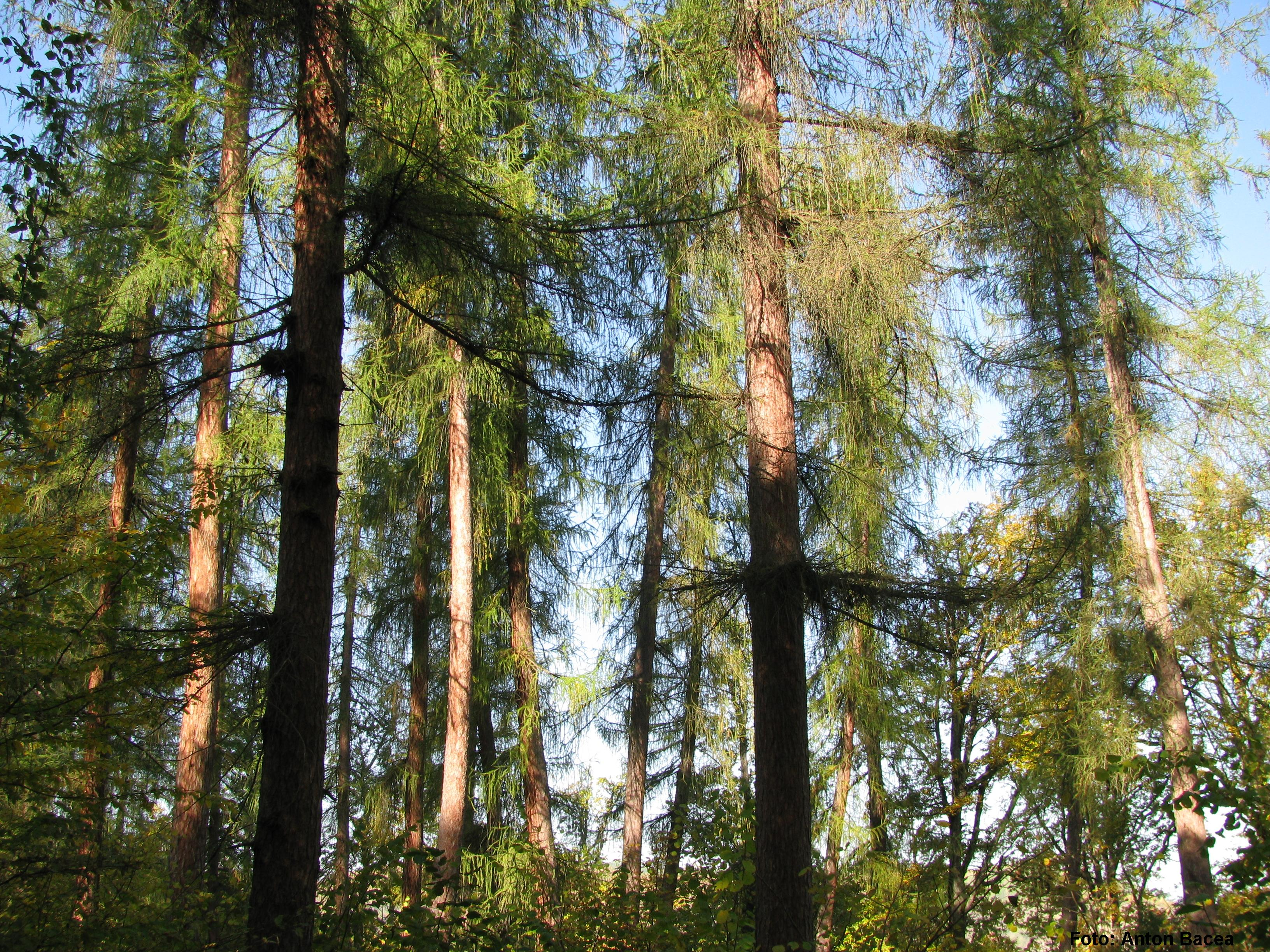
Pădurea de larice
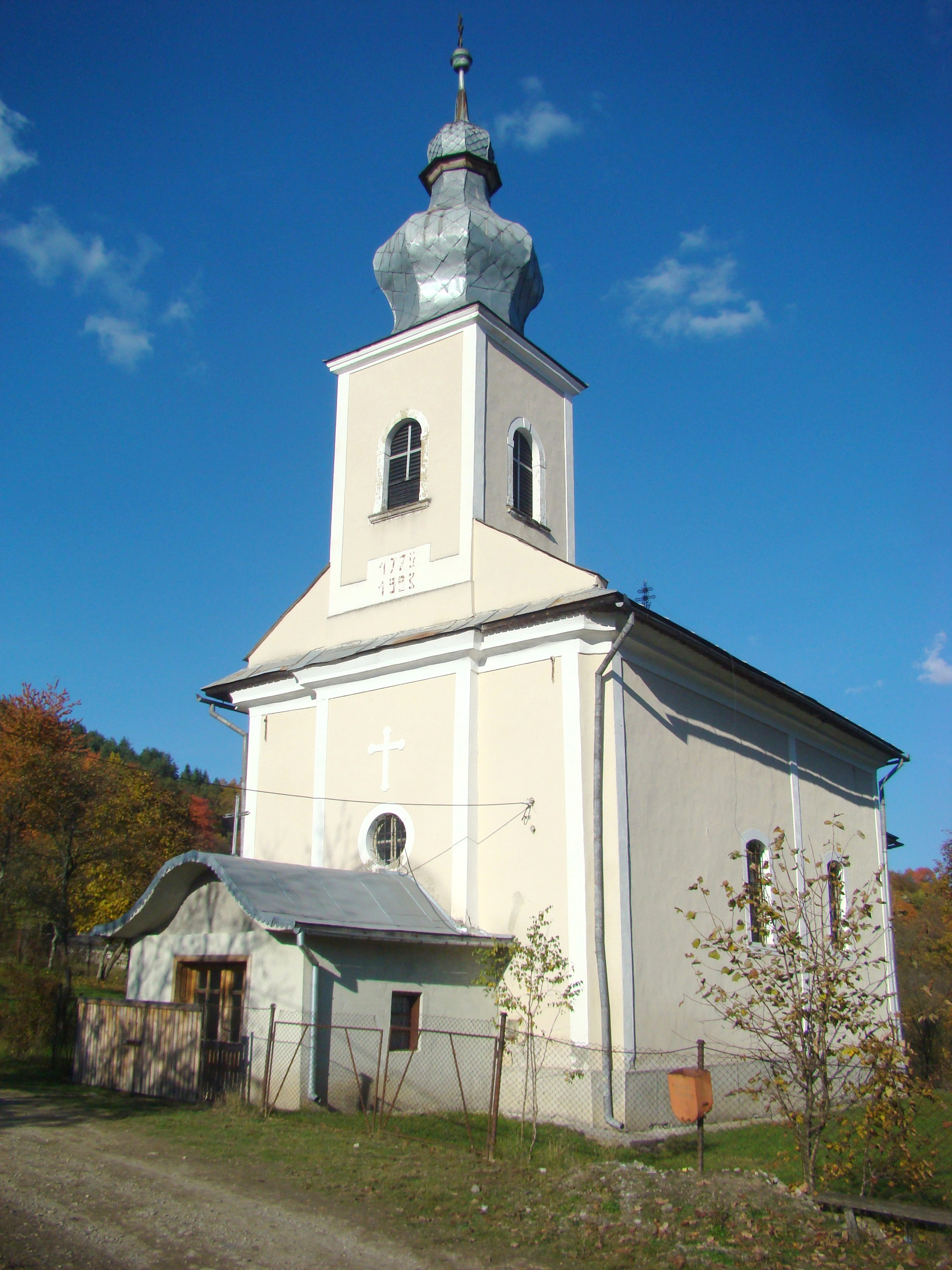
Biserica ucraineană
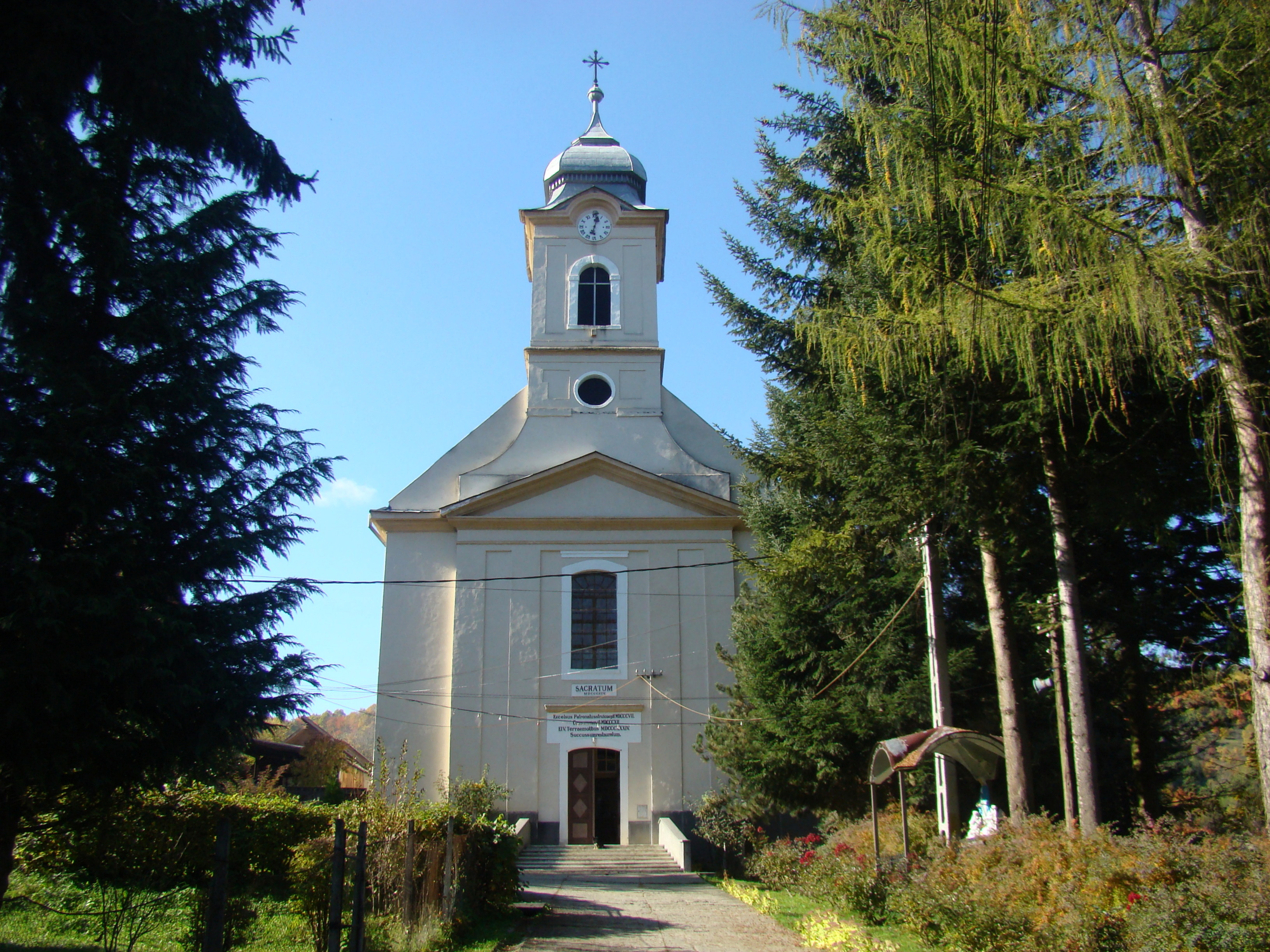
Biserica romano-catolică
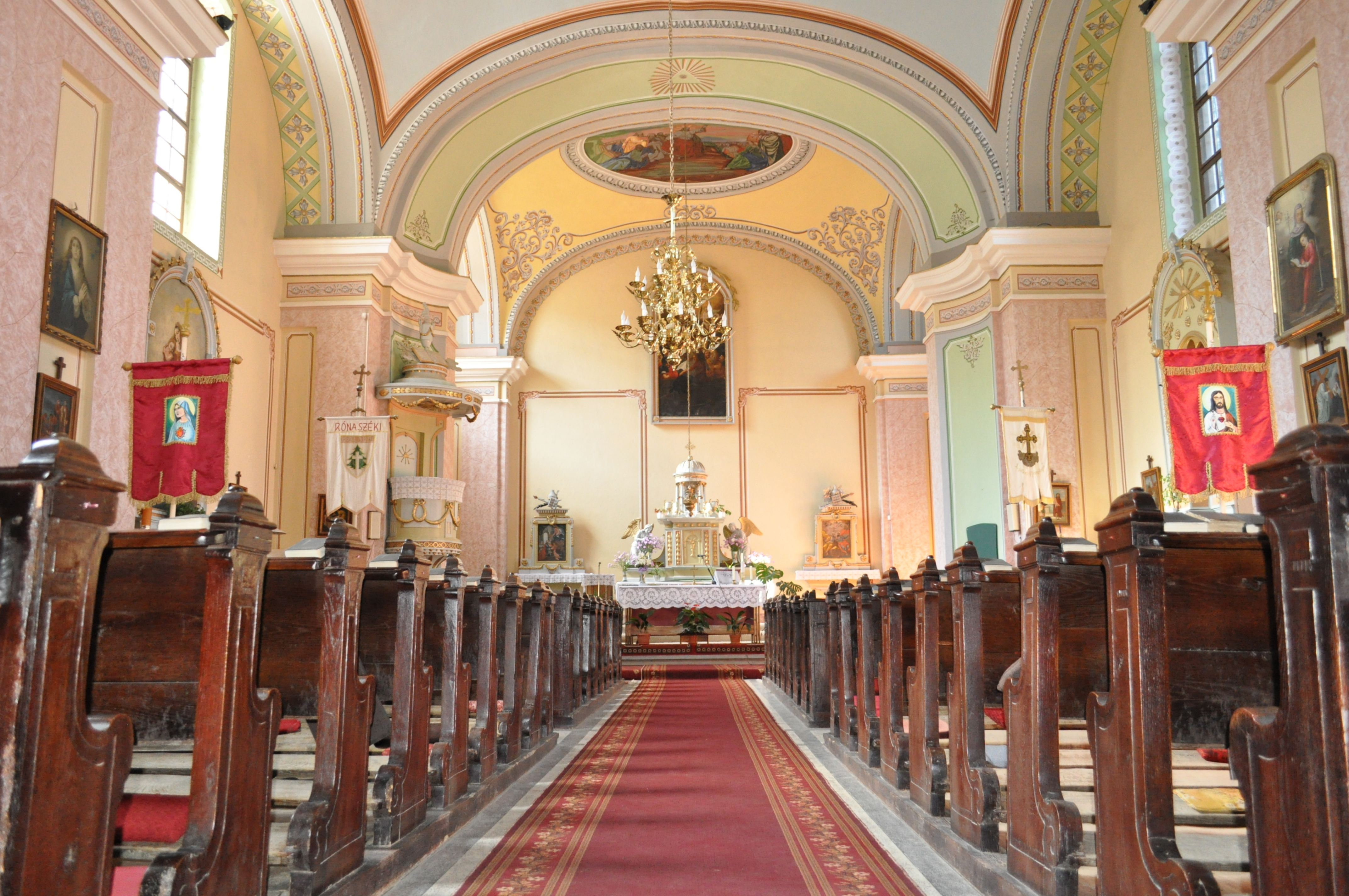
Nava spre altar
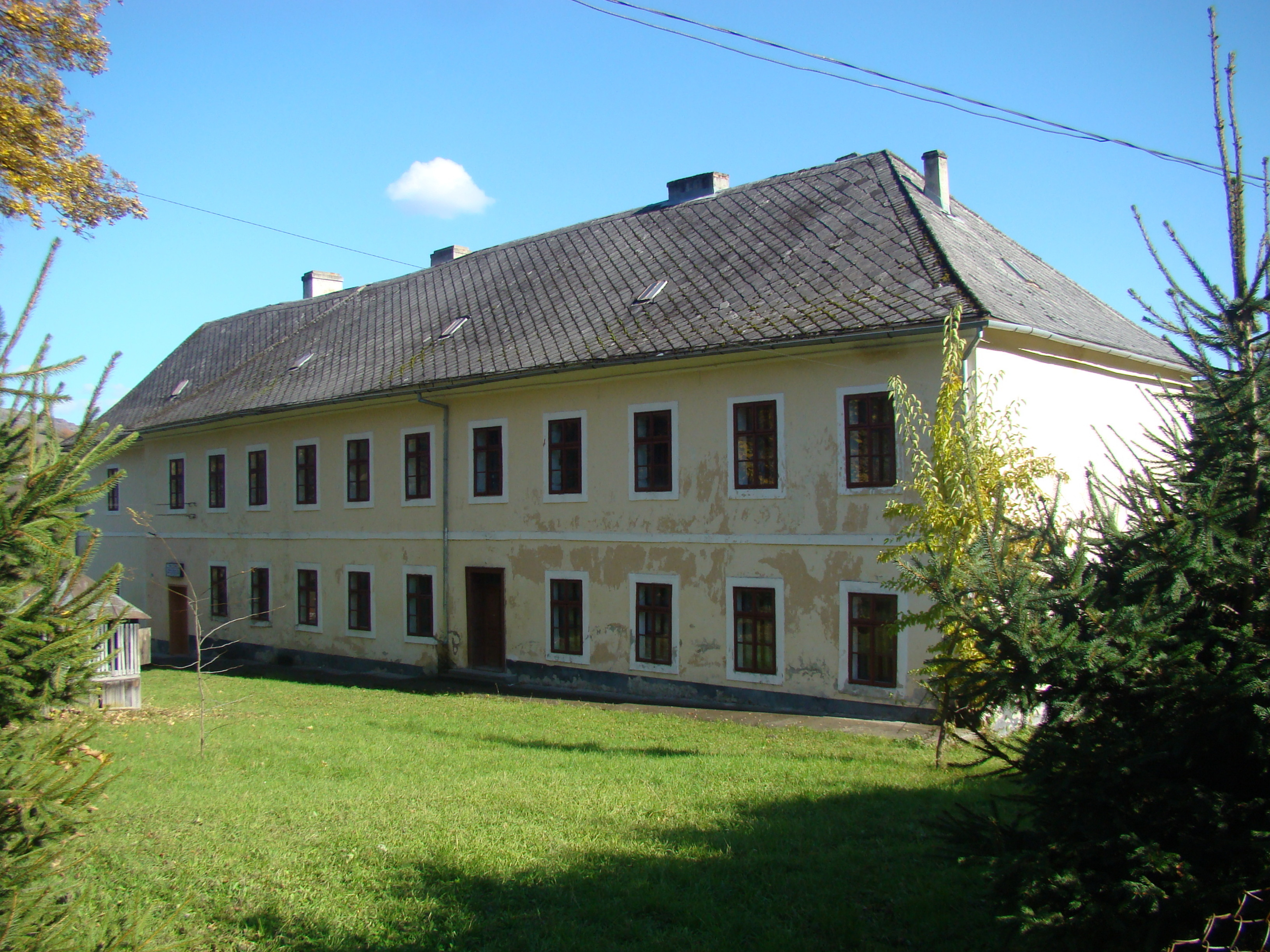
Castelul Apaffi
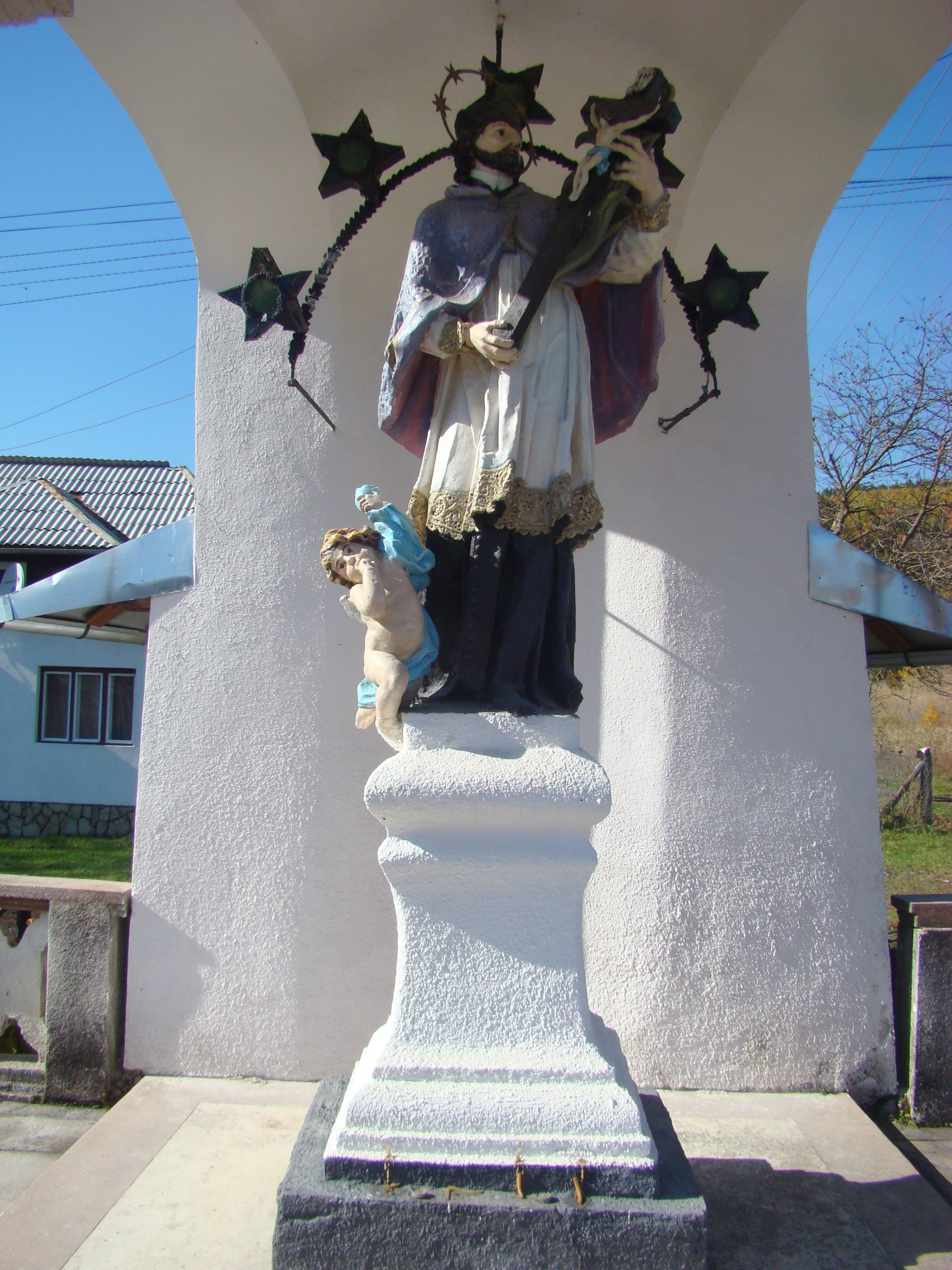
Statuia Sfântul Ioan Nepomuk
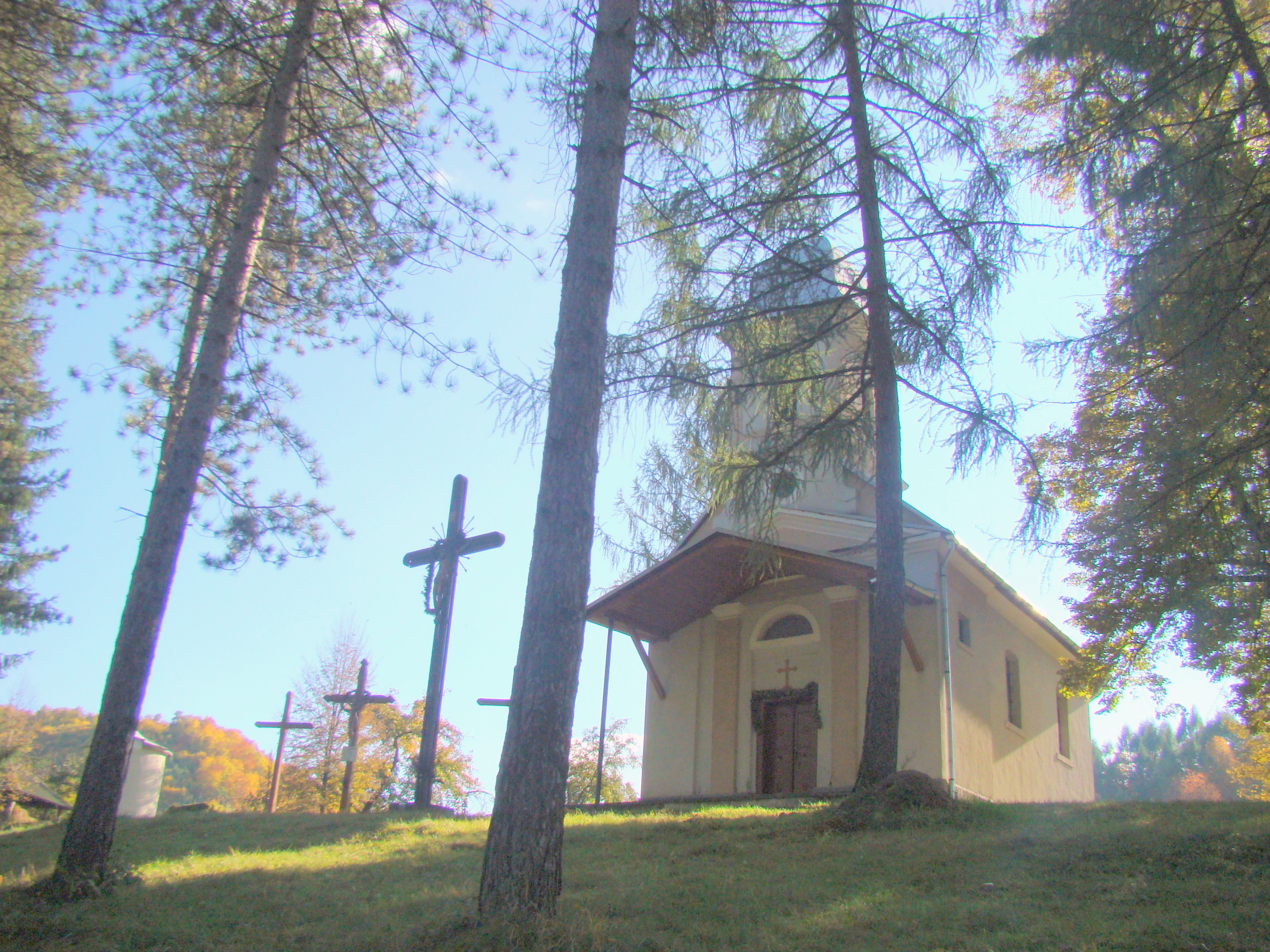
Biserica Calvaria
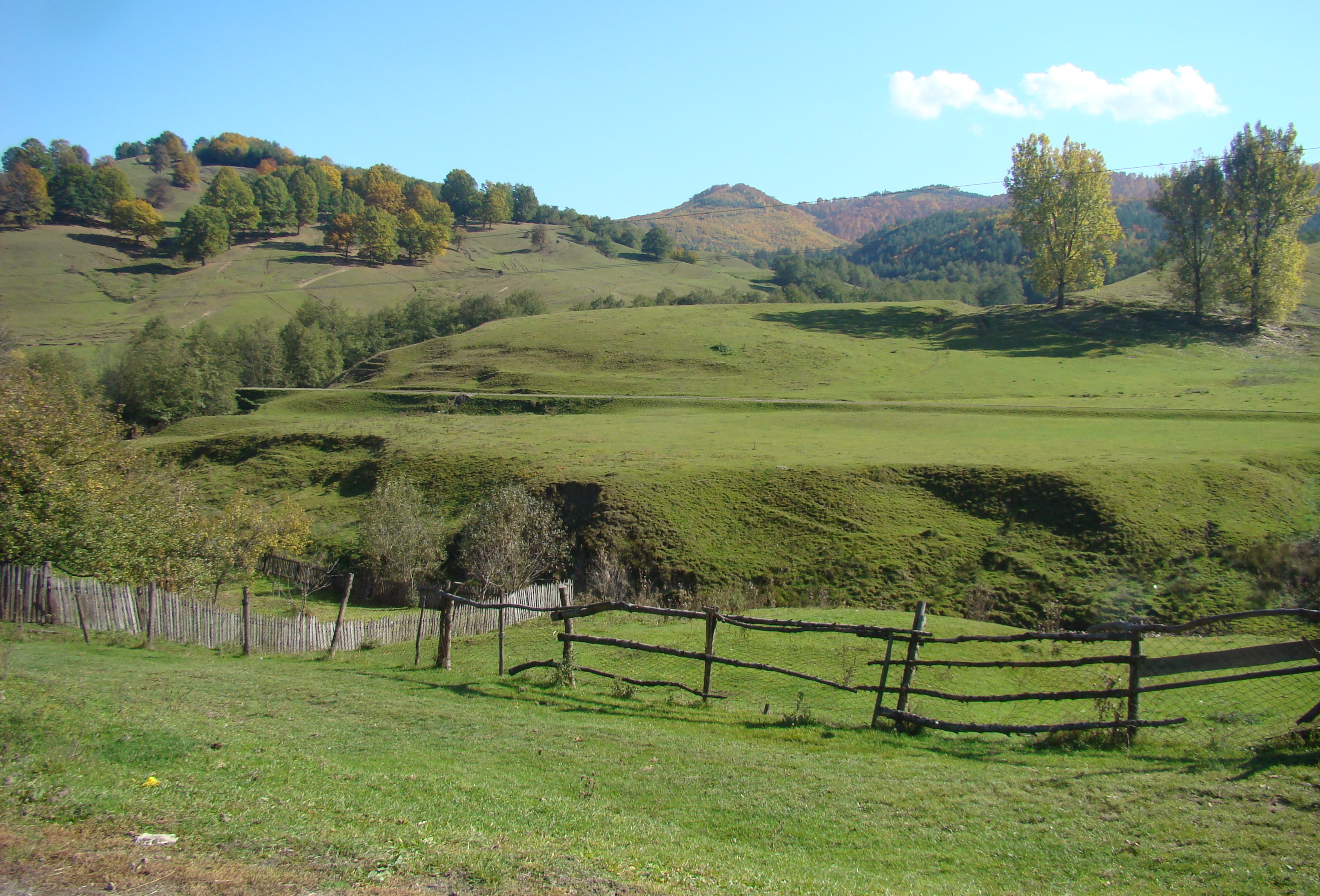
Coștiui